# Ааронсон, Аарон
Аарон Ааронсон (ивр. אהרן אהרנסון‎; 25 мая 1876, Бакэу, Объединённое княжество Валахии и Молдавии — 15 мая 1919, над Ла-Маншем) — еврейский учёный-ботаник, агроном
 и деятель сионистского движения.
Как учёный известен открытием в Палестине дикой полбы, ставшей после этого известной как «мать всех пшениц». Будучи убеждённым сионистом, стал одним из создателей организации НИЛИ, ведшей разведывательную деятельность в османской Палестине в пользу Великобритании в годы Первой мировой войны.

## Биография
Аарон Ааронсон родился в 1876 году в семье торговца зерном Эфраима-Фишеля Ааронсона (1849—1939) в Бакэу, незадолго до обретения Румынией независимости. Мать Аарона, Малка (1853—1913), была дочерью раввина Фэлтичен Шмуэла Галацану, выходца из Бердичева. В 1882 году, когда Аарону было шесть лет, Эфраим-Фишель со всей семьёй переселился в Палестину, находившуюся под властью Османской империи. Там Эфраим-Фишель стал одним из основателей еврейского посёлка Зихрон-Яаков, и после пребывания в Хайфе, где Аарон начал посещать школу, семья переселилась на новое место. Хотя в эти годы еврейские переселенцы в Палестине уже получали помощь от филантропа Эдмона де Ротшильда, на школу в Зихрон-Яакове его финансирование не распространялось, и Аарон в значительной степени занимался самообразованием в библиотеке посёлка. Там же формировалось его сионистское мировоззрение.
По окончании школы Ааронсон был назначен помощником контролёра сельскохозяйственных работ в Зихрон-Яакове, представлявшего фонд Ротшильда. Позже барон, оценивший интеллектуальный потенциал юноши, оплатил его учёбу в сельскохозяйственном институте в Гриньоне (Франция). Во Франции он провёл два года, но, не успев окончить институт, был направлен обратно в Палестину, чтобы занять должность агронома в новой еврейской мошаве — Метуле. К моменту прибытия Ааронсона в Метулу это поселение оказалось в центре конфликта между местными друзами, у которых была куплена земля, и приезжими евреями. В ходе сделки друзы были обмануты представителями фонда Ротшильда и вымещали гнев на евреях-поселенцах. Ааронсону удалось наладить отношения с друзами, но постоянная борьба с коррумпированными чиновниками фонда Ротшильда заставила его в конечном итоге подать в отставку.
Отправившись в Турцию, Ааронсон стал управляющим земельными владениями двух братьев-французов под Измиром. Там он создал себе имя успешными экспериментами по мелиорации и внедрению сельскохозяйственных машин, расширением виноградников и разведением чистокровной породы лошадей. После этого, начиная с 1900 года, он занялся импортом сельскохозяйственной техники в Хайфу. С 1902 года он управлял двумя плантациями цитрусовых и одновременно вёл ботанические изыскания. В 1906 году под Рош-Пинной Ааронсон обнаружил неизвестный злак, дикую полбу (Triticum dicoccoides), которую в тот момент расценили как «мать всех пшениц» — давно разыскивавшегося прямого предка культурных пшениц. Позже было установлено, что дикая полба является предком сорта пшеницы, издавна выращивавшейся в Палестине и в других странах Ближнего Востока.
Впечатлённый открытием Ааронсона немецко-еврейский ботаник Отто Варбург ввёл его в академические круги Европы. В конце первого десятилетия XX века Ааронсон принимал участие в многочисленных научных экспедициях в Северной Африке, Восточной Европе и Леванте. По приглашению султана он побывал в Стамбуле, где систематизировал геологическую и ботаническую коллекции дворца Йылдыз, а в 1909 году посетил США по приглашению министерства сельского хозяйства этой страны. При поддержке американских учёных и лидеров американского еврейства в 1912 году он основал опытную сельскохозяйственную станцию в Атлите. Там он исследовал различные сельскохозяйственные культуры, собрал геологическую и ботаническую коллекции и богатую техническую библиотеку. В особенности внимание Ааронсона привлекали виды и сорта, уже произрастающие в Палестине — оливы, виноград, инжир, миндаль.
В эти годы Ааронсон был сторонником использования наёмных арабских рабочих, что было источником конфликта с социалистическими лидерами еврейского ишува — приверженцами идеологии еврейского труда, опасавшимися, что зависимость от арабской рабочей силы подорвёт основы еврейского присутствия в Палестине. Однако после начала мировой войны влияние Ааронсона в ишуве выросло благодаря его связям в США; он был одним из трёх членов комитета, распределявшего в ишуве денежную помощь из этой страны. В 1915 году Ааронсон по распоряжению турецкого наместника Джемаля-паши был назначен главным инспектором по борьбе с саранчой в Сирии и Египте. Однако когда в Палестину дошли новости о массовых убийствах армян в Турции, Ааронсон пришёл к выводу, что будущее палестинских евреев зависит от того, будет ли Палестина освобождена от власти Османской империи.
Ааронсон, члены его семьи и его помощник по станции в Атлите Авшалом Файнберг создали тайную организацию, получившую название «НИЛИ», собиравшую разведывательные данные о турецких войсках в Палестине и искавшую контактов с британцами. В 1916 году Ааронсон через Германию и Данию сумел добраться до Лондона, где наладил связь с британскими спецслужбами. В 1917 году из Лондона он был направлен в Египет и оттуда поддерживал контакты с членами «НИЛИ» через курьеров, которых британские суда высаживали в Палестине близ Атлита. Получаемая от «НИЛИ» информация помогла британскому командованию планировать военные действия в ходе Синайско-Палестинской кампании.
Когда весной 1917 года еврейское население Яффы и Тель-Авива было депортировано османскими властями вглубь страны, Ааронсон обратился за поддержкой к мировому общественному мнению и наладил перевод денег в ишув, испытывавший лишения из-за идущей войны. В сентябре 1917 года лидер Всемирной сионистской организации Хаим Вейцман направил его в США для ведения сионистской агитации. Там до него дошла новость о разгроме «НИЛИ» и гибели его сестры Сары, участвовавшей в деятельности этой организации. Весной 1918 года Аарон Ааронсон вернулся в Палестину уже как член Сионистского комитета, но его отношения с лидерами ишува оставались напряжёнными. На Парижской мирной конференции он входил в сионистскую делегацию, приняв участие в составлении меморандума о границах подмандатной Палестины. 15 мая 1919 года Ааронсон был единственным пассажиром самолёта, летевшего из Лондона в Париж на конференцию и так и не добравшегося до Франции, исчезнув бесследно над Ла-Маншем. По официальной версии, пилот заблудился в тумане и самолёт рухнул в море недалеко от французских берегов.

## Память
В 1930 году работа Ааронсона «Флора Заиорданья» была издана в Женеве на французском языке. Позже был подготовлен её ивритский перевод. В честь Ааронсона в 1927 году был назван род астровых ааронсония.
В честь Аарона Ааронсона названа мошава Кфар-Аарон близ Нес-Ционы. Его имя было присвоено сельскохозяйственному институту Еврейского университета, расположенному в Реховоте. Еврейский национальный фонд выпустил в память об Ааронсоне почтовую марку. Ещё одна марка с портретом Ааронсона была выпущена почтой Израиля в 1979 году.